# محوطه سولی یئری
محوطه سولی یئری مربوط به سده‌های اولیه دوران‌های تاریخی پس از اسلام است و در شهرستان نیر، بخش مرکزی، دهستان رضا قلی قشلاق، روستای دیم سفرلو واقع شده و این اثر در تاریخ ۲۷ بهمن ۱۳۸۷ با شمارهٔ ثبت ۲۴۵۳۴ به‌عنوان یکی از آثار ملی ایران به ثبت رسیده است.